# David Octavius Hill

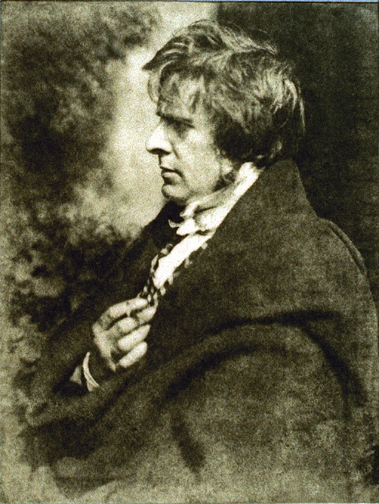
David Octavius Hill

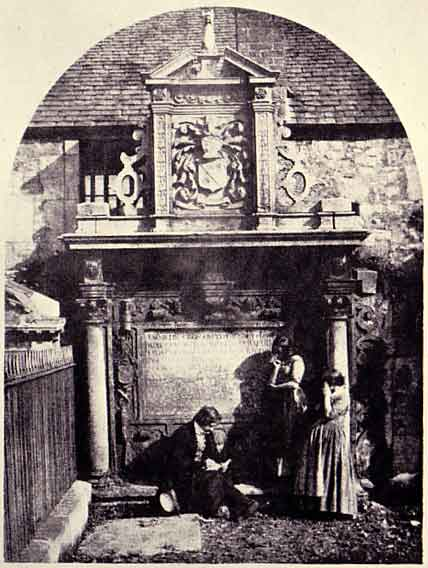
Hill beim Zeichnen in Greyfriars Kirkyard 1848

David Octavius Hill (* 20. Mai 1802 in Perth, Schottland; † 17. Mai 1870 in Edinburgh) war ein schottischer Maler, Lithograf und Fotograf. Gemeinsam mit seinem Partner Robert Adamson gehört er zu den Pionieren der Fotografie.

## Leben und Werk
Hill wurde 1802 im schottischen Perth als Sohn eines Buchhändlers geboren. Er war zweimal verheiratet, in erster Ehe seit dem Jahr 1837 mit Ann Macdonald und in zweiter Ehe mit der Bildhauerin Amelia Paton seit dem Jahr 1862.
Seine erste Veröffentlichung waren 1821 die Sketches of Scenery in Pertshire. Danach studierte er ab 1822 bei Andrew Wilson in Edinburgh an der School of Design. Er war 1825 Mitbegründer der Royal Scottish Academy of Painting, Sculpture and Architecture, deren Sekretär er von 1830 bis 1869 war.
Als Maler widmete er sich der Landschaftsmalerei und wurde ein populärer Künstler. Seine Gemälde werden heute allerdings als durchschnittlich und mittelmäßig bewertet.
Im Jahr 1840 erschien The Land of Burns, das Hill mit 61 Stahlstichen zu Leben und Werk des schottischen Dichters Robert Burns illustrierte.
1843 wollte Hill das Gründungstreffen der schottischen Freikirche malen. Dazu beriet er sich mit Sir David Brewster, der ihm vorschlug, gemeinsam mit dem Chemiker Robert Adamson die neue Erfindung der Fotografie zu nutzen, um die 470 Kirchenvertreter festzuhalten. Es entstanden zahlreiche Kalotypien nach dem Verfahren von William Henry Fox Talbot, die als Vorlage für das erst 1866 vollendete 152 cm · 345 cm große Bild dienten. Das Bild hängt in der Presbytery Hall der Free Church of Scotland in Edinburgh
Zwischen 1843 und 1847 betrieb er mit Robert Adamson (1821–1848) ein gemeinsames Fotostudio. Adamson war dabei eher für den technischen Teil zuständig, während sich Hill um den Aufbau und die Komposition der Motive kümmerte. Aus der gemeinsamen Arbeit entstanden zwischen 1500 und 3000 Kalotypien. Die Motive reichen von Porträts bekannter Zeitgenossen, über Landschaften und Straßenszenen, bis hin zu Szenen aus dem einfachen Leben schottischer Arbeiter.
Nach dem frühen Tod Adamsons führte Hill das Studio nur noch wenige Monate weiter. Er kehrte wieder zur Malerei zurück und nutzte die Fotografie dann fast nur noch als Hilfsmittel für seine Gemälde.
Sein Grab befindet sich auf dem Dean Cemetery in Edinburgh.
Die Deutsche Fotografische Akademie (bis 1988 Gesellschaft Deutscher Lichtbildner) verleiht seit 1955 die David-Octavius-Hill-Medaille.

## Werk
- The First General Assembly of the Free Church of Scotland
- Sketches of Scenery in Pertshire - 1821
- One Hundred Calotype Sketches – Edinburgh, 1848.
- The Land Of Burns : A Series Of Landscapes And Portraits. - 2 Bände, Edinburgh, 1840.

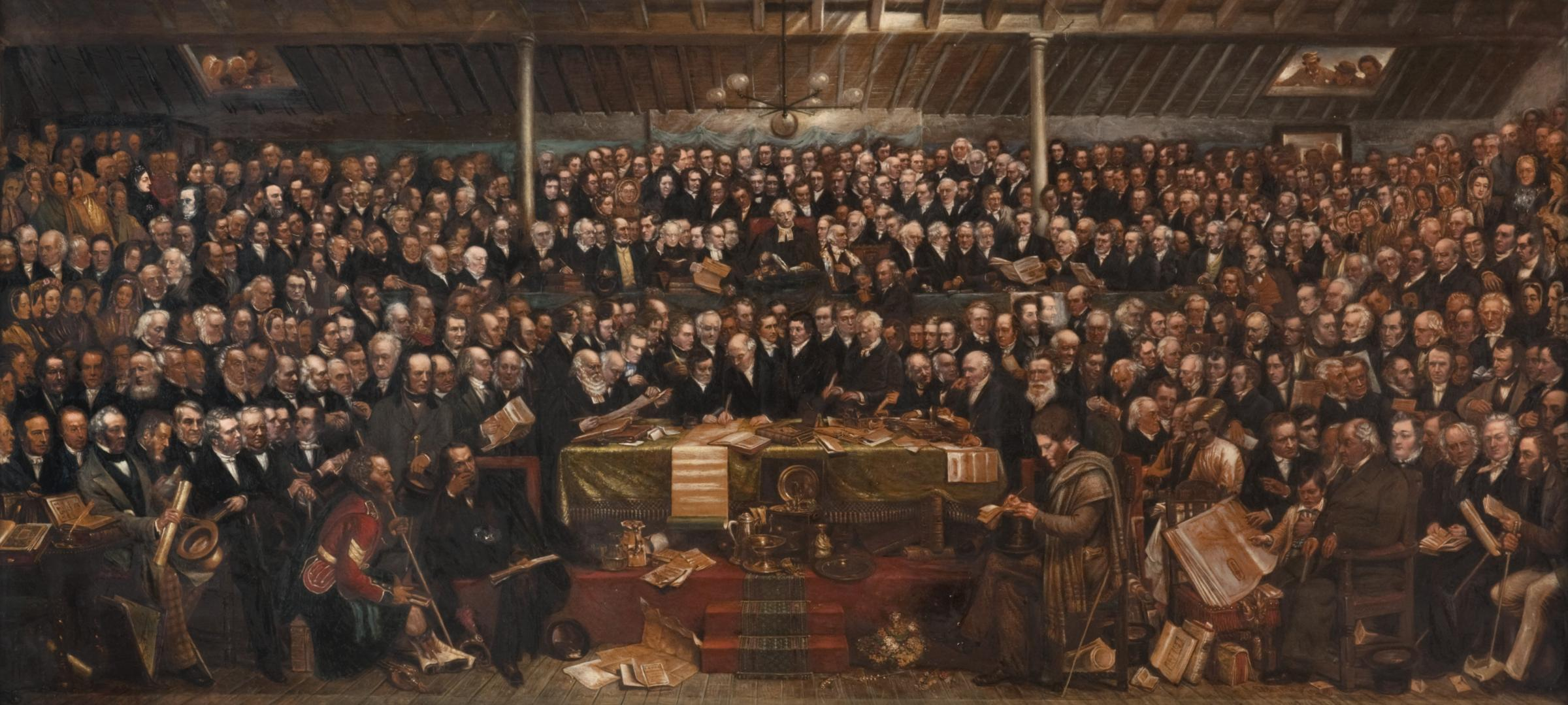
Gründungstreffen der schottischen Freikirche, 1843
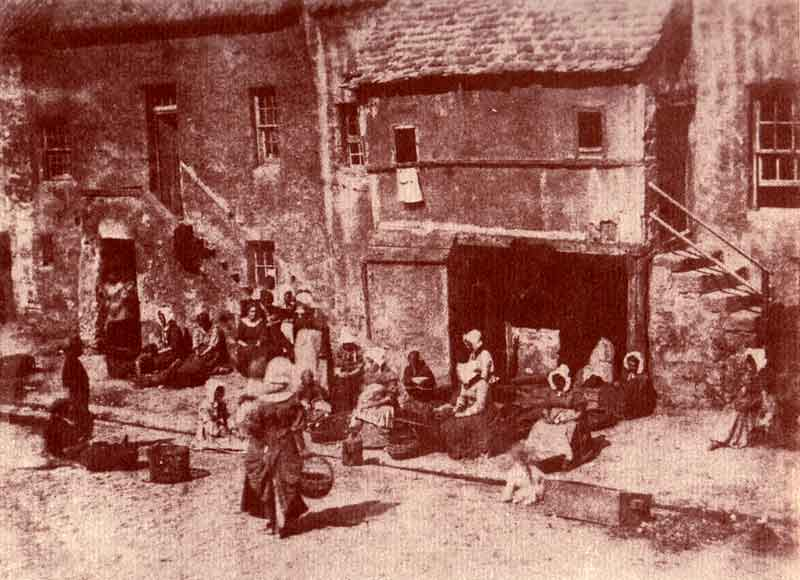
Fischerfrauen in St. Andrews
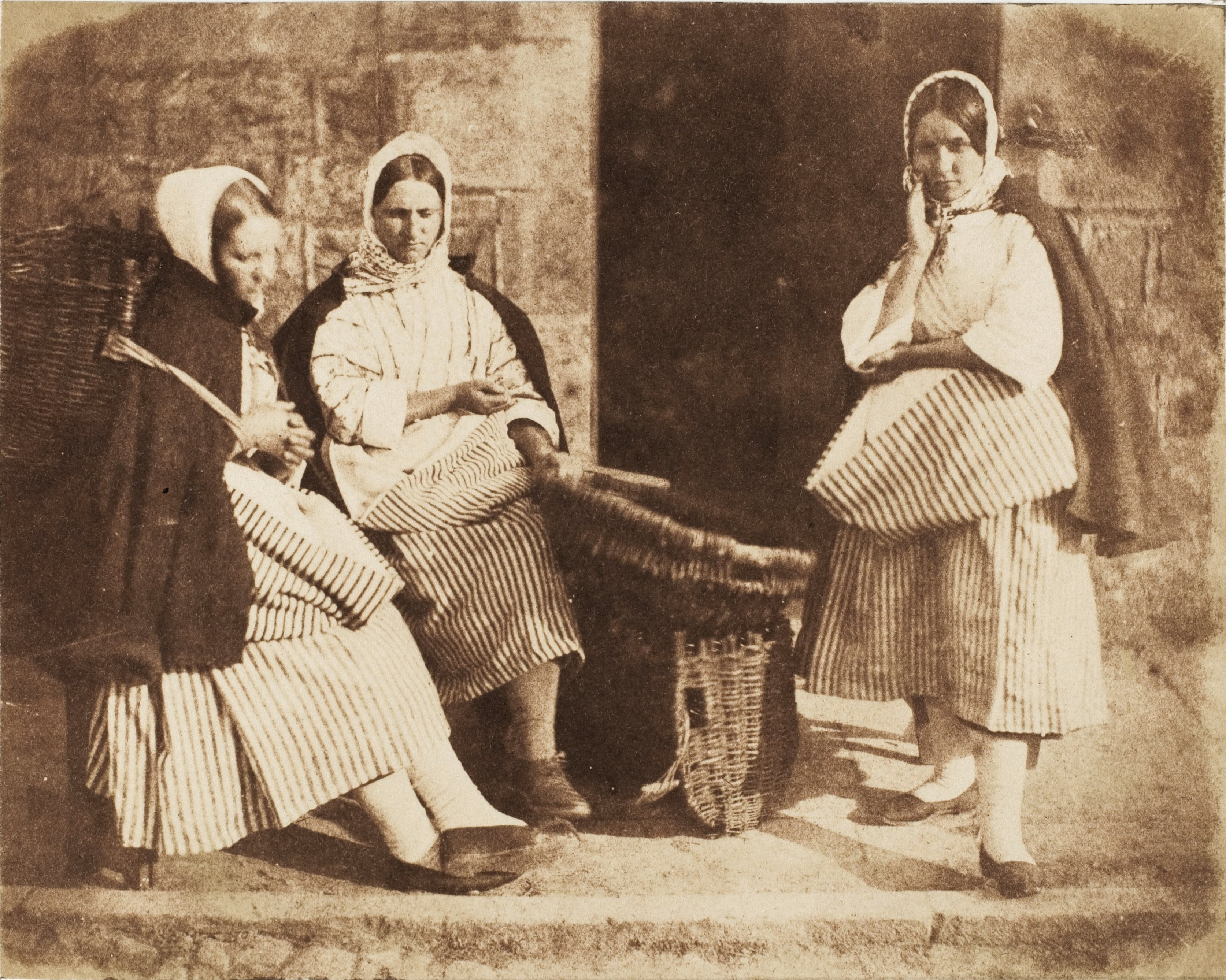
Fischerfrauen in Newhaven